# Iglesia de San Andrés (Pola de Allande)
La iglesia de San Andrés es un templo gótica situada en la parroquia de Pola de Allande, en el concejo asturiano de Allande.

## Historia
Es una obra dedicada a San Andrés de principios del siglo XVI, aunque tiene añadidos posteriores. Tiene bóveda de crucería nervada. El retablo mayor del templo, de mediados del siglo XVI, es de estilo manierista y recuerda la escuela palentina de Alonso Berruguete.